# Trưng cầu dân ý về tư cách thành viên EU của Vương quốc Liên hiệp Anh và Bắc Ireland, 2016
Trưng cầu dân ý về tư cách thành viên Liên minh châu Âu của Vương quốc Liên hiệp Anh và Bắc Ireland, còn được gọi là trưng cầu dân ý EU ở Vương quốc Liên hiệp Anh và Bắc Ireland, là một cuộc trưng cầu dân ý diễn ra vào 23 tháng 6 năm 2016 tại Vương quốc Liên hiệp Anh và Bắc Ireland và lãnh thổ Gibraltar  để đánh giá sự ủng hộ tiếp tục tư cách thành viên của quốc gia này tại Liên minh châu Âu (EU). Kết quả kiểm phiếu vào cuối ngày cho thấy đa số người dân chọn rời khỏi EU với tỷ lệ khá sít sao - 51.9% phiếu chọn từ bỏ so với 48.1% phiếu chọn ở lại. Thống kê cũng thể hiện một sự phân hoá sâu sắc giữa các xứ trong Vương quốc Liên hiệp, khi hầu hết các điểm bỏ phiếu ở Anh và Wales đều chọn rời EU, trong khi cử tri Bắc Ireland và Scotland muốn ở lại Liên minh này.
Việc Anh tham gia và hội nhập trong Liên minh châu Âu và các tiền thân của tổ chức nay từ lâu đã là chủ đề gây tranh cãi trong chính giới nước này. Đây là lần thứ hai cử tri tại Vương quốc Liên hiệp Anh và Bắc Ireland bỏ phiếu về tư cách thành viên của quốc gia mình trong khối liên minh lớn nhất châu lục này: lần trước đó là vào năm 1975, với 67% cử tri ủng hộ tiếp tục ở lại Cộng đồng Kinh tế Châu Âu (EEC), còn được biết đến với tên gọi Khối Thị trường chung (tiếng Anh: Common Market).
Trong vòng vài tháng trước cuộc trưng cầu dân ý rất nhiều tổ chức vận động chính trị, nghiệp đoàn và công đoàn, chính đảng, doanh nghiệp, cơ quan truyền thông và người nổi tiếng đã tham gia và phát động các chiến dịch truyền thông trong công luận. Trong đó, nhóm vận động chính cho chiến dịch rời khỏi EU là Vote Leave (tiếng Anh: hãy bầu ra khỏi [Châu Âu]), còn những người chủ trương kêu gọi ở lại Liên minh Châu Âu tập trung vào nhóm Britain Stronger in Europe (tiếng Anh: nước Anh mạnh hơn trong lòng Châu Âu).
Những người vận động cho nước Anh rút khỏi EU (gọi tắt là Brexit) cho rằng là thành viên, Anh đã phải nhượng bộ chủ quyền của mình với Liên minh châu Âu quá nhiều, mất quyền định đoạn rất nhiều vấn đề của riêng mình; do đó, chỉ khi rời khỏi cơ chế liên minh này, nước Anh sẽ dễ dàng kiểm soát các vấn đề nóng bỏng như nhập cư và người lao động, từ đó giảm gánh nặng lên hệ thống dịch vụ công, nhà ở và việc làm. Đồng thời, khi không còn là thành viên EU nữa, Anh sẽ tiết kiệm hàng tỷ bảng mỗi năm do không phải đóng góp vào ngân sách chung của liên minh; có thể tự do định đoạt các hợp đồng thương mại tránh sự phiền hà các thiết chế thủ tục quan liêu, tốn kém và đầy nguyên tắc của guồng máy siêu quốc gia hiện tại. Ngược lại những nhà vận động bỏ phiếu ở lại châu Âu bảo lưu quan điểm rằng việc rời EU sẽ làm cho nền kinh tế nước này trở nên bấp bênh hơn và làm suy giảm tiếng nói của London trên trường quốc tế; bên cạnh đó, việc rời EU cũng sẽ phá vỡ các thể chế hợp tác an ninh, thương mại với khu vực nên về lâu dài, Anh sẽ chịu thiệt hại không nhỏ như: gián đoạn đầu tư nước ngoài vào Anh, đồng bảng Anh có nguy cơ rớt giá, giảm nguồn cung việc làm và rủi ro kinh doanh ngày càng lớn.
Chỉ vài giờ sau khi kết quả được công bố, thị trường tài chính ghi nhận sự hỗn loạn: thị trường chứng khoán toàn cầu giảm mạnh, giá dầu sụt, các cổ phiếu đều lao dốc thảm hại với khối lượng hơn 2000 tỷ đô la Mỹ bốc hơi chỉ trong ngày 24 tháng 6. Đồng euro và đồng bảng Anh lao dốc, trong đó trị giá đồng bảng Anh tụt xuống mức thấp nhất trong vòng 31 năm qua. S&P cho biết sự kiện này gây tổn hại nghiêm trọng đến nền kinh tế Anh, khiến đánh giá tín dụng của Anh có thể tụt hạng. Thủ tướng David Cameron, người được cho đã đặt cược sinh mệnh chính trị vào cuộc bỏ phiếu, tỏ ra lấy làm tiếc về kết quả không như mong đợi và ngay lập tức tuyên bố từ chức. Một ngày sau đó, chính phủ tự trị Scotland tổ chức cuộc họp nội các khẩn về kết quả cuộc trưng cầu dân ý. Phát biểu trước báo giới, thủ hiến Nicola Sturgeon đề cập khả năng tổ chức cuộc trưng cầu dân ý về việc ly khai khỏi Liên hiệp Anh và tách thành một nước độc lập.

## Lịch sử
Cộng đồng Kinh tế Châu Âu, tiền thân của Liên minh châu Âu ngày nay được thành lập vào năm 1957. Vương quốc Liên hiệp Anh và Bắc Ireland sau một thời gian do dự đã quyết định đệ trình hồ sơ xin gia nhập tổ chức này. Tuy nhiên do nhiều lo ngại về lợi ích kinh tế và địa chính trị, hồ sơ nước này đã bị phủ quyết hai lần. Năm 1973, Anh mới chính thức được kết nạp vào EEC. Nhưng trong nội bộ Anh có nhiều hoài nghi về quy chế thành viên EEC và chi phí nước này phải trả. Tình hình đó buộc chính phủ Công đảng mới lên nắm quyền ở London tổ chức trưng cầu dân ý về tư cách thành viên nước này để xoa dịu những người chống đối. Lần đó, hơn 67% cử tri ủng hộ nước Anh ở lại.
Các chính phủ kế nhiệm ở Anh luôn tìm cách đối mặt với sức ép của chủ nghĩa hoài nghi châu Âu trong chính trường và cử tri. Chính phủ của Margaret Thatcher thường xuyên phản đối kịch liệt tiến trình hội nhập chính trị ngày càng tăng của khối, điều đình với Brussels nhằm giảm bớt nhượng bộ của Anh với tổ chức liên minh. Các chính phủ về sau cũng gặp nhiều cản trở mạnh mẽ khiến cho nước Anh rút đồng bảng ra khỏi cơ chế tỷ giả hối đoái châu Âu (ERM), từ chối tham gia hiệp ước Schengen và sử dụng đồng tiền chung Euro.
Trong bối cảnh mâu thuẫn gia tăng về mặt chính sách giữa London và Brussels, nhiều cuộc khủng hoảng kinh tế, an ninh, và nhân đạo diễn ra trong nhiều năm trở lại đến khiến chủ nghĩa hoài nghi bùng nổ trở lại. Xu hướng kêu gọi rút khỏi Liên minh Châu Âu (Brexit) ngày càng phát triển và nổi lên như một phong trào chính trị chính thống, gia tăng sức ép lên các chính phủ kế lên nắm quyền tại London. Từ khoảng năm 2012 đến nay, phong trào Brexit lan đến nội bộ đảng Bảo thủ và trở thành chính sách chung của nhiều nghị sĩ trong quốc hội, kể cả các nhóm đối lập; như vậy, cả trong và ngoài đảng cầm quyền đều gây sức ép khiến thủ tướng David Cameron phải tổ chức trưng cầu dân ý.

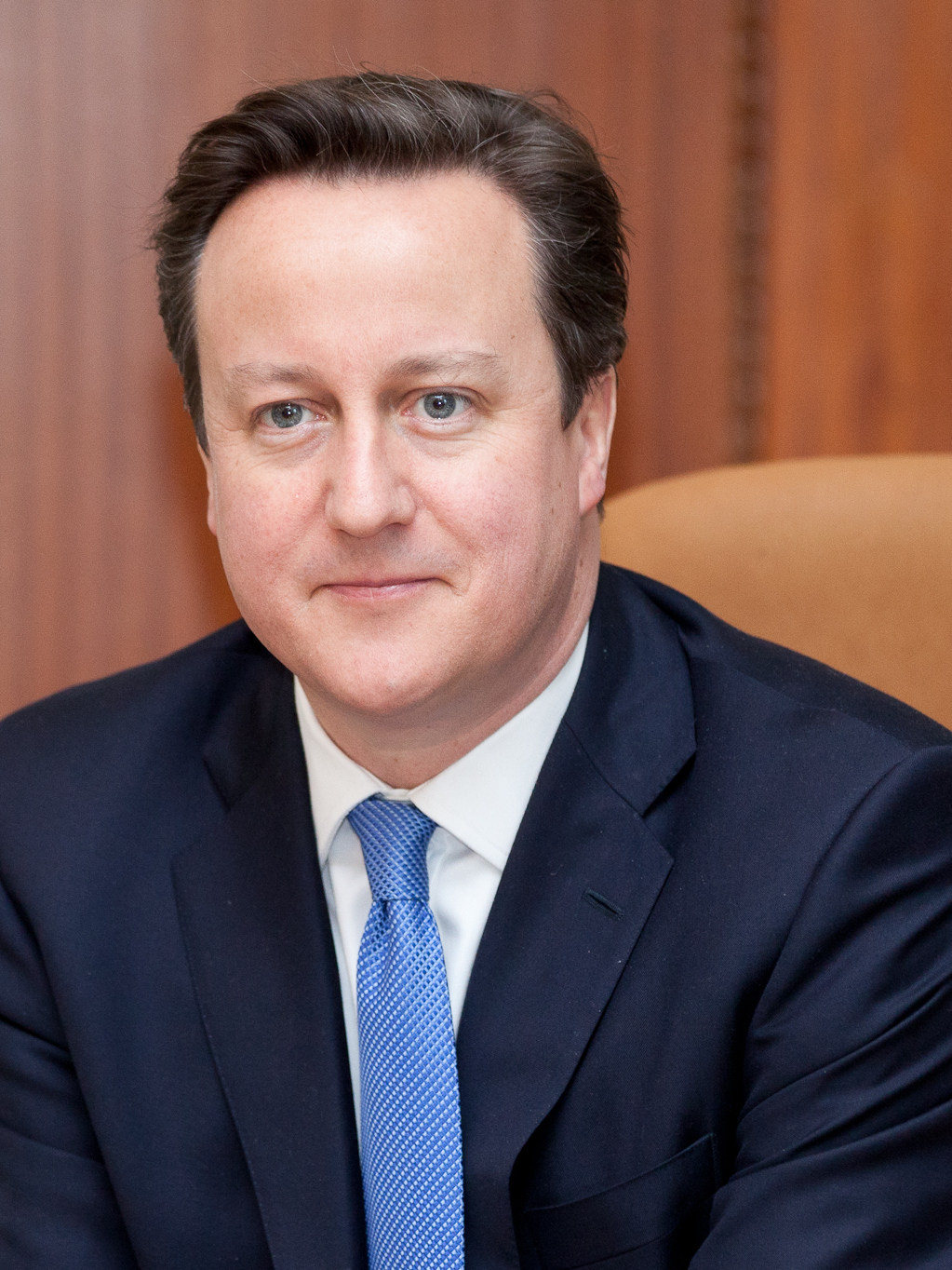
Trong chiến dịch tranh cử Hạ viện năm 2015, thủ tướng David Cameron hứa hẹn sẽ điều đình với EU về quy chế riêng cho Anh và tiến hành trưng cầu ý dân.

Từ 2010, những cuộc thăm dò dân ý cho thấy công chúng Anh, có ý kiến khác biệt về vấn đề nên ở lại (số ủng hộ cao nhất tính tới năm 2013 là 30%) so với số muốn ra khỏi EU (cao điểm là vào tháng 11 năm 2012 với 56%). Cuộc thăm dò dân ý lớn nhất (20,000) có kết quả là 41% ủng hộ ra khỏi, 41% muốn ở lại EU, và 18% chưa quyết định. Tuy nhiên, khi được hỏi, họ sẽ lựa chọn như thế nào, nếu Anh có những thỏa thuận mới với EU, và lợi ích Anh được bảo vệ tốt hơn, trên 50% nói là họ sẽ bỏ phiếu ở lại.
Vào tháng giêng 2013, thủ tướng David Cameron hứa sẽ cho trưng cầu dân ý về việc ra đi hay ở lại EU vào năm 2017 sau một thời gian điều đình với EU về quy chế đặc biệt cho nước Anh, nếu đảng Tory đạt được đa số trong kỳ tổng bầu cử vào ngày 7 tháng 5 năm 2015. Đến tháng 5, đảng Bảo thủ công bố dự luật Trưng cầu dân ý về EU (HC Bill 11), kèm theo đó là bản dự thảo kế hoạch tái đàm phán quy chế có lợi với EU và tổ chức cuộc bỏ phiếu toàn dân nếu đảng này thắng cử. Dự luật trên quy định một cuộc trưng cầu ý dân phải được tiến hành trước ngày 31 tháng 12 năm 2017.
Dự luật HC Bill 11 đã được dân biểu thuộc đảng Bảo thủ James Wharton đệ trình lên Hạ viện với tư cách dự luật cá nhân nghị sĩ (private members' bill). Lượt xem xét lần thứ nhất diễn ra trong phiên họp Hạ nghị viện ngày 19 tháng 6. Người phát ngôn thủ tướng cho biết, ông Cameron cảm thấy "rất hài lòng" và sẽ làm hết sức để giành "sự ủng hộ từ tất cả [nghị sĩ] trong đảng Bảo thủ".

Về tính ràng buộc của dự luật đối với chính phủ nhiệm kỳ quốc hội mới (2015-2020), một bài nghiên cứu của quốc hội có lưu ý:
Dự luật này đơn thuần yêu cầu tiến hành trưng cầu dân ý về việc tiếp tục ở lại EU cho đến cuối tháng 12 năm 2017 chứ không đề cập thời gian cụ thể cho việc này ngoại trừ hạn chót buộc Quốc vụ khanh thi hành vào cuối tháng 12 năm 2016. [...] Nếu không có chính đảng giành thế đa số [sau cuộc bầu cử quốc hội năm 2015], sẽ không khó bảo đảm dự luật sẽ được chuyển giao và triển khai ở nhiệm kỳ nghị viện tiếp theo.
Cả đảng Lao động và đảng Dân chủ Tự do (Liberal Democrats) lúc bấy giờ đều chống lại việc hứa hẹn một cuộc trưng cầu dân ý 2017, cho biết là chỉ trưng cầu dân ý nếu lại phải nhường chủ quyền cho EU. Vì thế, ở phiên làm việc lần hai về dự luật này tại Hạ viện ngày 5 tháng 7, dự luật đã được thông qua với 304 phiếu thuận và không có phiếu chống, do hầu hết dân biểu hai đảng trên đồng loạt bỏ phiếu trắng. Dự luật sau đó được đệ trình lên Thượng viện vào tháng 12 năm đó, và bị bác bỏ. Dân biểu Bảo thủ Bob Neill đành trình một dự luật khác lấy tên Luật Trưng cầu dân ý Thay thế lên Hạ viện. Sau phiên tranh luận ngày 17 tháng 10 năm 2014, dự luật được trao về cho Uỷ ban Luật Công chúng để xem xét, nhưng do Hạ viện không nhất trí về điều khoản giải pháp tài chính ghi trong dự luật nên dự luật xem như bị đình chỉ vô thời hạn trước khi Nghị viện giải tán để chuẩn bị cho cuộc bầu cử mới.
Trước thềm tổng tuyển cử Nghị viện 2015, chính trường Anh bị chia rẽ sâu sắc về ý tưởng cần phải tổ chức cuộc trưng cầu dân ý. Công đảng và đảng Dân chủ Tự do đều chống lại chính sách này. Cương lĩnh tranh cử của đảng Dân chủ Tự do đề cập khả năng tiến hành việc này chỉ khi có sự thay đổi trong các hiệp ước nền tảng của EU, một điều gần như rất khó xảy ra. Ngược lại, các chính đảng khác bao gồm Đảng Độc lập Anh (UKIP), Đảng Dân tộc Anh (BNP), Đảng Đoàn kết Dân chủ và Đảng Tôn trọng đều kêu gọi tiến hành trưng cầu ý dân cùng với đảng Bảo thủ.
Sau khi đảng Bảo thủ giành chiến thắng trong cuộc bỏ phiếu và chiếm đa số ghế trong Hạ viện, Thủ tướng Cameron tái khẳng định cam kết trong cương lĩnh tranh cử của đảng mình - tổ chức cuộc trưng cầu dân ý trên nhưng chỉ khi "đạt được các thoả thuận về quy chế đặc biệt cho Anh trên bàn đàm phán".

## Đàm phán với EU
Đầu năm 2014, Thủ tướng David Cameron công bố những yêu sách và mục tiêu đòi Liên hiệp Châu Âu cải tổ quan hệ với Liên hiệp Vương quốc Anh trong nỗ lực tái đàm phán về vai trò của Anh trong tương lai. Những yêu sách này bao gồm: 
- tăng cường kiểm soát nhập cư vào Anh, đặc biệt với các nước thành viên EU mới;
- áp dụng rào cản cao hơn với công dân các nước thành viên EU hiện tại;
- tăng thêm thẩm quyền cho phép quốc hội các nước thành viên phủ quyết dự luật EU;
- ký kết hiệp định thương mại tự do mới và tiết giảm bộ máy quan liêu cho thương mại;
- giảm bớt ảnh hưởng của Toà án Nhân quyền châu Âu đối với toà án và cảnh sát Anh;
- trao nhiều quyền lực cho các nước thành viên và giảm bớt quyền lực của chính quyền trung ương EU;
- và từ bỏ mục tiêu hướng tới một 'liên minh thắt chặn' hơn nữa.[31]

Ngày 10 tháng 11 năm 2015, ông lại bổ sung và nói rõ hơn các mục tiêu trên trong lá thư gửi đến Chủ tịch Hội đồng Châu Âu Donald Tusk. Theo đó, hai bên cần thương lượng bốn điểm chính là: 
- về quản lý kinh tế, EU cần thừa nhận chính thức rằng luật của Eurozone không nhất thiết phải áp dụng trên các nước không thuộc Eurozone, và các nước đó không có nghĩa vụ phải cứu trợ các nền kinh tế thuộc Eurozone đang gặp khó khăn;
- về cạnh tranh, EU phải mở rộng thị trường chung và cắt giảm quan liêu giấy tờ trong bộ máy EU;
- về chủ quyền, không đặt đặt Anh vào 'liên minh thắt chặt' dẫn tới một thực thể chính trị bao trùm EU, và tăng quyền cho các nghị viện quốc gia để phủ quyết các luật của EU;
- và về nhập cư, hạn chế không cho công dân EU mới nhập cư vào Anh nhận các khoản trợ cấp việc làm, cho đến khi họ đã làm việc ở Anh từ 4 năm trở lên.[32][33]

Bản kiến nghị đã gửi tới lãnh đạo châu Âu và 27 nước thành viên còn lại của EU.
Ngày 2 tháng 2, Hội đồng châu Âu đã công bố bản thảo kế hoạch cải tổ châu Âu. Nội dung bản thảo gồm các điều khoản thuận theo đòi hỏi của nước Anh và được xem là một sự nhượng bộ của các nước châu Âu đối với nước Anh. Mặc dù vậy, vẫn có nhiều khúc mắc và bất động giữa các nước thành viên EU với Anh liên quan đến những điều khoản cụ thể trong bản thảo.

### Vòng đàm phán cuối cùng
Hội nghị Thượng định châu Âu trong hai ngày 18 và 19 tháng 2 năm 2016 tại Bruxelles, Bỉ diễn ra trong không khí căng thẳng, vì đây là cơ hội cuối cùng để quyết định nước Anh nên đi hay nên ở. Phát biểu với báo giới trước thềm hội nghị, thủ tướng Bỉ Charles Michel cho biết việc đạt được thỏa thuận giữ Anh ở lại trong EU là rất điều quan trọng, song thỏa thuận này không phải là cái giá để phá vỡ dự án châu Âu.
Kết thúc đàm phán, các nước thành viên EU và Anh tuyên bố đã đạt được các thoả thuận mới bao gồm: 
- Cắt giảm lợi ích cho con cái những người di cư EU sống ở nước ngoài - áp dụng ngay lập tức cho những người mới đến và từ năm 2020 cho 34.000 người đang nộp đơn
- Sửa đổi các hiệp ước EU để Anh 'được miễn trừ' đối với điều khoản xây dựng một liên minh ngày càng chặt chẽ hơn
- "Dừng khẩn cấp" về quyền lợi của lao động nhập cư sẽ áp dụng trong bảy năm - ít hơn so với 13 năm mà Thủ tướng Anh đề xuất ban đầu
- Khả năng cho Anh Quốc ban hành biện pháp khẩn cấp để bảo vệ khu tài chính của London, City of London.[35][36]

Thủ tướng Cameron tuyên bố thoả thuận vừa đạt được sẽ cho Anh "vị thế đặc biệt" và ông sẽ vận động với "tất cả trái tim và tâm hồn" để ở lại liên minh. Trong thông điệp gửi cho người dân Anh, ông khẳng định hẳng định rằng nước Anh "sẽ mạnh hơn, an toàn hơn và thịnh vượng hơn trong một EU được cải cách". Chủ tịch Hội đồng Châu Âu, ông Donald Tusk bày tỏ tin tưởng sâu sắc rằng: "Anh cần EU và EU cũng cần Anh". Còn ông Jean-Claude Junker, Chủ tịch Uỷ ban Châu Âu đánh giá thoả thuận này công bằng cho cả Anh và các thành viên khác.
Theo báo the Guardian lấy từ nguồn của các thành viên chính phủ, Vương quốc Anh có lẽ sẽ tổ chức trưng cầu dân ý về việc ở lại EU vào năm 2016, để tránh trùng vào với những cuộc bầu cử lớn ở Đức và Pháp. London cho là với chiến thắng của thủ tướng David Cameron trong cuộc bầu cử vừa qua, các quốc gia trong khối EU sẽ sẵn sàng hơn để bàn thảo về việc cải tổ EU. Những đề tài tranh cãi sẽ là những điều luật về di cư qua lại giữa các nước EU cần phải khó khăn hơn. Cameron muốn giới hạn tiền trợ cấp xã hội cho công dân các nước EU khác. Ngoài ra ông ta còn đòi hỏi, quốc hội các quốc gia phải được nhiều quyền hạn hơn, để mà có thể ngăn cản luật lệ được EU ban hành..
Tổng giám đốc ngân hàng trung ương Anh quốc, Mark Carney nói chuyện với đài BBC vào ngày 14.5.2015, đòi chính phủ Anh cho biết rõ ràng về cuộc trưng cầu dân ý EU sắp tới. Việc Vương quốc Anh thuộc thị trường chung EU là một lợi điểm rất lớn của nước Anh. Liên minh châu Âu không chỉ là khối đầu tư nhiều nhất vào Anh quốc, mà còn là khối kinh tế lớn nhất thế giới. Cho nên mọi người cần biết về thời điểm, câu hỏi chính xác và kết quả của cuộc trưng cầu dân ý.

### Trước cuộc bỏ phiếu
Ngày 20 tháng 2 năm 2016, Thủ tướng Cameron nói nước Anh sẽ bỏ phiếu quyết định việc có ở lại trong EU nữa hay không vào thứ Năm ngày 23 tháng 6 tới đây.

## Phản ứng trước cuộc bỏ phiếu
Theo quan điểm của think tank cấp tiến Open Europe, vương quốc Anh, nếu ra khỏi EU, có thể mất thu nhập tới 56 tỷ pound một năm, và độ phát triển Tổng sản phẩm nội địa 2018 sẽ dưới 1,5 %. Họ sẽ phải thỏa thuận lại để mà có thể hoạt động tiếp tục trong thị trường nội đia của Liên minh châu Âu, nhất là những dịch vụ tài chính ở City of London. Trong trường hợp tốt nhất, Brexit sẽ gia tăng năng suất kinh tế mỗi năm của nước này cho tới 2030 khoảng 1,6 %, trong trường hợp xấu nhất sẽ giảm khoảng 2,2%. Chỉ riêng việc trưng cầu dân ý về việc ra khỏi EU, trong năm 2017 sẽ đưa tới tình trạng mất ổn định lớn lao trong thị trường, doanh nghiệp và người dân. Đồng tiền Anh sẽ bị ảnh hưởng, giá cả tài sản và sự tăng trưởng kinh tế sẽ yếu đi khoảng 0,5%.

## Các nhóm vận động
Nhóm vận động chính thức cho mục tiêu rút khỏi Liên minh Châu Âu là Vote Leave.
Nhóm vận động ở lại EU là Britain Stronger in Europe, viết tắt là Remain.

### Bỏ phiếu
Cử tri đi bầu là công dân đủ tuổi bầu cử đến từ các xứ thuộc Vương quốc Liên hiệp Anh và Bắc Ireland và lãnh thổ Gibraltar có quyền bầu cử trong cuộc trưng cầu dân ý lần này. Có 41.000 điểm bỏ phiếu mở ra tại 382 hạt bầu cử. Các hạt bầu cử này trùng với các khu vực chính quyền địa phương hay hội đồng địa hạt ở các lãnh thổ trên.
Kết quả bầu cử dựa trên nguyên tắc phổ thông đầu phiếu - phái nào đạt trên 50% số phiếu cử tri sẽ thắng.

## Việc bỏ phiếu, vùng và địa điểm bỏ phiếu
Việc bỏ phiếu diễn ra từ 07:00 BST đến 22:00 BST (06:00 đến 21:00 BST ở Gibraltar) với 41.000 trạm trên 382 địa điểm bỏ phiếu, với mỗi trạm có tối đa 2.500 người bỏ phiếu. Cuộc trưng cầu dân ý được tổ chức khắp bốn xứ của Vương quốc Liên hiệp và lãnh thổ hải ngoại Gibraltar.
Kết quả bỏ phiếu được quyết theo nguyên tắc đa số đơn giản (single majority) trên toàn bộ số phiếu được kiểm. Ngoài ra, 382 địa điểm bỏ phiếu được nhóm lại thành 12 vùng kiểm phiếu. Kết quả bỏ phiếu ở mỗi vùng được công bố riêng rẽ.
| Quốc gia                                | Vùng và địa điểm bỏ phiếu                                |
| --------------------------------------- | -------------------------------------------------------- |
| Vương quốc Liên hiệp Anh và Bắc Ireland | Tuyên bố trưng cầu dân ý; 12 vùng; 382 địa điểm bỏ phiếu |

| Quốc gia thành viên | Vùng và địa điểm bỏ phiếu                                      |
| ------------------- | -------------------------------------------------------------- |
| Anh                 | 9 vùng; 326 địa điểm bỏ phiếu                                  |
| Bắc Ireland         | Vùng và địa điểm bỏ phiếu duy nhất trên quốc gia 18 địa phương |
| Scotland            | Quốc gia; 32 địa điểm bỏ phiếu                                 |
| Wales               | Quốc gia; 22 địa điểm bỏ phiếu                                 |

| Lãnh thổ hải ngoại Anh | Địa điểm bỏ phiếu                                  |
| ---------------------- | -------------------------------------------------- |
| Gibraltar              | Địa điểm bỏ phiếu duy nhất (vùng: Tây Nam của Anh) |

## Kết quả
| Phiếu                                   | Số phiếu   | %      |
| --------------------------------------- | ---------- | ------ |
| Rời Liên minh Châu Âu                   | 17,410,742 | 51.89  |
| Ở lại Liên minh Châu Âu                 | 16,141,241 | 48.11  |
| Số phiếu hợp lệ                         | 33,551,983 | 99.92  |
| Không hợp lệ hoặc trắng                 | 25,359     | 0.08   |
| Tổng cộng                               | 33,577,342 | 100.00 |
| Cử tri đã đăng ký và cử tri đã bỏ phiếu | 46,500,001 | 72.21  |
| Nguồn: Electoral Commission             |            |        |

| Rời: 17.410.742 (51,9%) | Ở lại: 16.141.241 (48,1%) |
| ▲                       |                           |

## Chỉ trích
Cuộc trưng cầu dân ý chỉ cho phép công dân Anh đủ 18 tuổi tham gia bỏ phiếu - điều này khiến nó bị chỉ trích nặng nề bởi những người nhỏ hơn tuổi này. Khác với cuộc trưng cầu dân ý về nền độc lập của Scotland năm 2014, công dân đủ 16 và 17 tuổi không được phép tham gia cuộc trưng cầu lần này. Những người này cho rằng như thế là không công bằng và vi phạm nguyên tắc dân chủ, bởi những công dân này sẽ trải qua nhiều quãng thời gian hơn dưới thể chế mới kể từ sau khi cuộc bỏ phiếu kết thúc. Nhiều cuộc trưng cầu ý kiến cho thấy nếu những người này được tham gia bỏ phiếu, số đông trong số họ sẽ chọn phương án ở lại châu Âu, và như vậy, kết quả cuộc trưng cầu dân ý có thể diễn ra theo chiều hướng khác. Vào tháng 5 năm 2013, đảng Bảo thủ kế công bố dự luật Trưng cầu dân ý về EU

## Nhận định
Ký giả Nguyễn Giang của BBC World Service, Vùng châu Á, nhận xét: " nước Anh rơi vào tình trạng gần như vô chủ và không chỉ đảng Bảo thủ khủng hoảng mà Ban lãnh đạo đảng Lao động đối lập cũng vỡ nát." Ông trích lời cựu Bộ trưởng Tài chính Alistair Darling nói trên đài BBC Radio 4 về nước Anh trong bốn tháng tới: "Không chính phủ, không đối lập, và những người đẩy chúng ta vào vũng lầy này thì đã chuồn mất." Và lời của một người bạn, nước Anh nay là "phi cơ bay bằng autopilot", lúc nào hạ cánh cũng chưa rõ.
Báo Spiegel, Đức, cho là, nguyên nhân chính mà phe "Leave" thắng cuộc trưng cầu vì đa số người Anh có cảm tưởng là EU đã quyết định mọi vấn đề của họ, nhất là việc di dân không kiểm soát.
Kết quả bỏ phiếu cho thấy sự khác biệt giữa các thế hệ ở Anh: 3/4 cử tri dưới 24 tuổi chống lại Brexit, trong khi thế hệ từ 65 tuổi trở lên thì đa số (58%) lại ủng hộ. Còn trong lứa tuổi 25-49 thì phe ủng hộ ở lại EU là 45%, cao hơn 39% muốn ra khỏi. Cựu thủ tướng Thụy Điển, ông Carl Bildt bình luận: "Vậy là xứ Anh Già (Old England) tước mất tương lai châu Âu của giới trẻ Liên hiệp Vương quốc Anh." 

## Phản ứng

### Chính trị

#### Vương quốc Anh
- Việc Vương quốc Anh bầu cho Brexit có thể làm cho nỗ lực độc lập của nhiều người Scots thêm nguồn gió mới. Thủ hiến Scotland Nicola Sturgeon nói với đài Sky News: "Tương lai của Scotland nằm ở EU." và với đài BBC: "Scotland đã bầu rõ ràng là muốn ở lại EU, với 62 % so với 38% đồng ý với Brexit." [49]
- Nigel Farage, chủ tịch đảng Độc lập Ukip phát biểu về chiến thắng của đảng mình: "Ngày 23 tháng 6 sẽ đi vào lịch sử như là ngày độc lập của chúng ta." [47]

#### EU
Bình luận về kết quả cuộc trưng cầu dân ý, bốn chủ tịch của các cơ quan EU, Chủ tịch Ủy ban EU Jean-Claude Juncker, Chủ tịch hội đồng EU Donald Tusk, Chủ tịch Nghị viện châu Âu, Martin Schulz, và Thủ tướng Hà Lan Mark Rutte, đại diện cho các nước thành viên EU nói rõ ràng quan điểm của họ: Chúng ta phải giải quyết nhanh vấn đề này. 3 thông điệp được gởi tới chính quyền Anh: Không có việc đàm phán thêm. Chính quyền Anh nên làm đơn chính thức xin ra khỏi EU liền. Quan hệ mới giữa EU và Vương quốc Anh sẽ được đàm phán lại như EU đã từng làm với các quốc gia khác.

### Kinh tế
Tổ chức xếp hạng tín nhiệm Moody's nhận định kết quả trưng cầu dân ý có "tác động tiêu cực đối với triển vọng tăng trưởng trung hạn của Anh Quốc", và hạ xếp hạng phát hành nợ dài hạn của nước này xếp hạng từ mức "ổn định" xuống "tiêu cực". Fitch, 2 ngày sau, cũng tụt hạng tín nhiệm nợ của Anh Quốc từ „AA+" xuống „AA", cho là sự phát triển kinh tế trong năm nay và 2 năm tới sẽ không vững chắc, quyết định rời EU sẽ có ảnh hưởng xấu tới kinh tế Anh, tới tài chính công cộng cũng như sự liên tục về chính trị. S&P hạ Anh Quốc xuống 2 bậc từ điểm tốt nhất "AAA" xuống thành "AA". Việc xếp hạng thấp đưa tới tốn kém cao hơn khi phải mượn tiền.
Sau 2 ngày giao dịch (ngày 24 thứ sáu và ngày 27 thứ hai), trên thị trường chứng khoán toàn cầu, ước tính khoản 3 nghìn tỷ USD bị rút khỏi thị trường chứng khoán. Do các nhà đầu tư lo ngại sự bất ổn trên thị trường trong những ngày tới, nên chuyển qua mua trái phiếu chính phủ, vàng hoặc các loại tiền tệ mạnh khác.
JPMorgan cho biết có thể cắt giảm 4.000 vị trí tại Anh, trong khi HSBC, một trong các ngân hàng lớn tại trung tâm tài chính của nước Anh ở London, có ý định chuyển 1.000 người sang Paris. Việc nhiều tập đoàn, công ty dự định dời sang các trung tâm tài chính khác sẽ làm London chảy máu chất xám, mất đi nhiều nhân viên tài năng.